# Hotel De Doelen
Hotel De Doelen is de oudste nog bestaande horecagelegenheid van de Nederlandse stad Groningen. Het hotel is gevestigd in een pand aan de Grote Markt 36, waarvan de muren uit de 13e of 14e eeuw stammen. In de 17e eeuw woonde er de regentenfamilie Horenken en in de 18e eeuw de jonkersfamilie Alberda van Dijksterhuis. In 1798 verkocht koopman Rutger Bolmeyer het pand aan kastelein Jan Tombrink, die er een herberg vestigde. Een half jaar eerder had hij de merknaam 'De Doelen' geregistreerd. Waar deze naam naar verwijst is onbekend. Gesuggereerd is wel dat de naam verwees naar de oude doelen van de stadsschutterij, maar deze bevonden zich elders. In 1876 werd het naastgelegen pand bij het hotel getrokken. In 2000 kwam het pand in handen van Sjoerd Kooistra. Hij liet het pand voor ruim vier miljoen gulden verbouwen om het tot een viersterrenhotel te maken. Uiteindelijk werd het echter een driesterrenhotel. Het pand dat in 1876 bij het hotel werd getrokken, werd door Kooistra bij zijn horecagelegenheid Drie Gezusters getrokken.

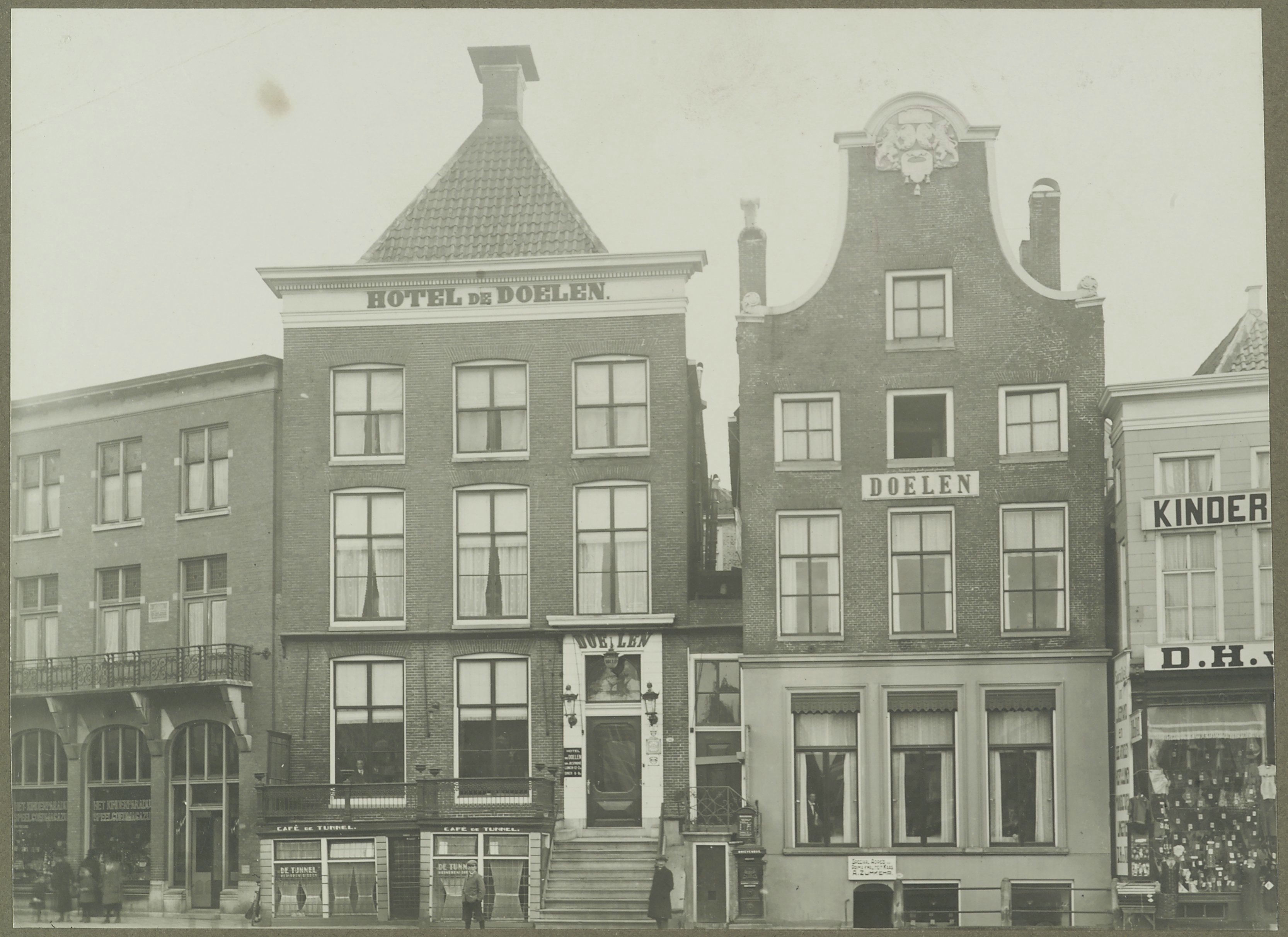
Hotel De Doelen rond 1900